# Etucuarillo
Etucuarillo är en ort i Mexiko.   Den ligger i kommunen Turicato och delstaten Michoacán de Ocampo, i den södra delen av landet, 250 km väster om huvudstaden Mexico City. Etucuarillo ligger 872 meter över havet och antalet invånare är 305.
Terrängen runt Etucuarillo är huvudsakligen kuperad. Etucuarillo ligger nere i en dal. Runt Etucuarillo är det ganska glesbefolkat, med 29 invånare per kvadratkilometer. Närmaste större samhälle är Tacámbaro de Codallos, 13,0 km norr om Etucuarillo. I omgivningarna runt Etucuarillo växer huvudsakligen savannskog.